# Spodoptera littoralis
Spodoptera littoralis là một loài bướm đêm trong họ Noctuidae.

## Hình ảnh

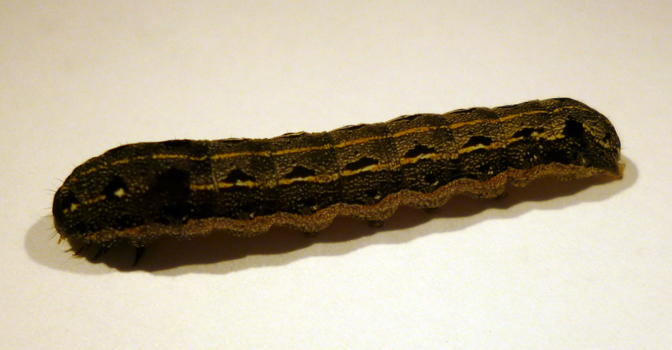
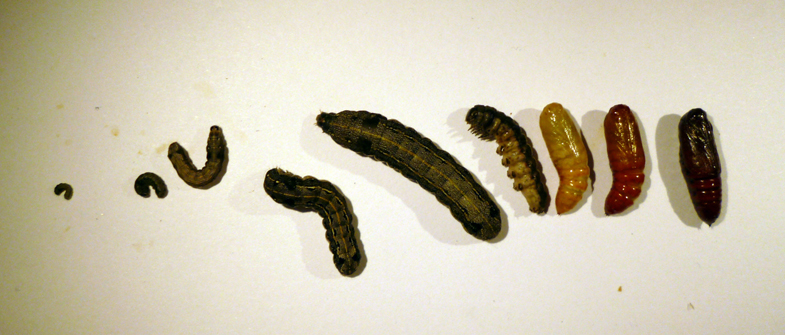
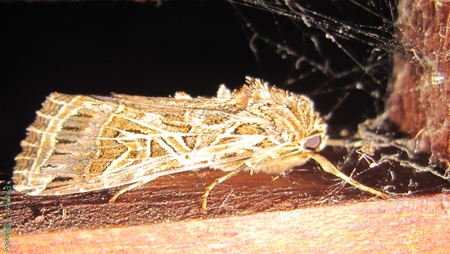